# Wolverhampton

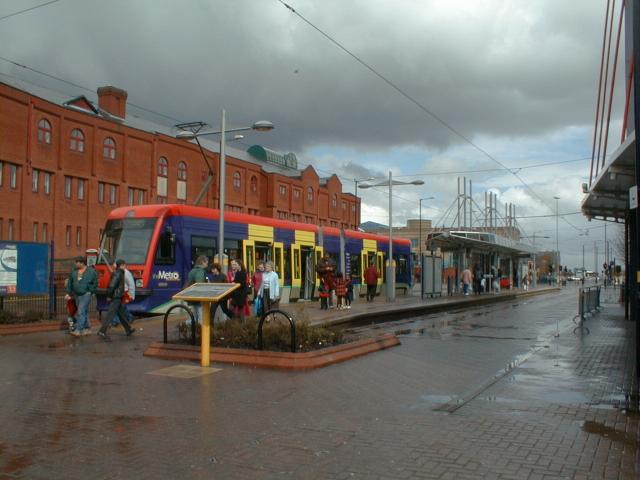
Estação do Metro das Midlands em Wolverhampton.

Wolverhampton é uma cidade e distrito metropolitano do condado de West Midlands, na Inglaterra, que fez parte do condado histórico de Staffordshire. 
De acordo com o censo de 2011, a área da autoridade local tinha uma população de 249.470 habitantes, e a área urbana tinha 251.462, de acordo com censo 2001, fazendo de Wolverhampton a 14ª maior cidade da Inglaterra e uma das maiores do Reino Unido. 

## Esporte
Desde 1877, Wolverhampton é a cidade sede do Wolverhampton Wanderers F.C., com seu estádio Molineux Stadium.